# Глория (футбольный клуб, Бузэу)
«Глория» Бузэу (рум. FC Gloria Buzău) — румынский футбольный клуб из города Бузэу, выступающий в Лиге II. Основан в 1945 году. Домашние матчи проводит на стадионе «Глория», вмещающем 18 000 зрителей.

## История
В сезоне 2006/07 клуб вновь вышел в Лигу I.

### С 2016 года
Весной 2016 года вокруг клуба разгорелся скандал, футболисты и тренерский штаб которого попались на организации договорных матчей. Решением Федерации футбола Румынии провинившиеся были дисквалифицированы на срок от 2-х месяцев до 2-х лет.
Высшую меру наказания получили главный тренер Глории Виорел Ион и его ассистенты Ромео Буника и Мариан Росу. Кроме дисквалификации сроком на два года, каждому придётся заплатить штраф в размере 50 тыс долларов. Также Федерация футбола отстранила 14 игроков клуба. Они получили от 2 до 12-ти месяцев дисквалификации и должны заплатить разные суммы штрафов.
По окончании второго этапа сезона-2015/16 в Лиге II клуб не участвовал в переходных матчах из-за недостатка игроков и был обанкрочен. Новосозданный ФК «Бузэу» начал с пятой лиги. За три сезона, ежегодно повышаясь в классе, команда дошла до Лиги II. В 2017 году клуб был переименован в «Глорию» (SCM Gloria Buzău — муниципальный спортивный клуб «Глория» Бузэу»). В 2020 году преобразован в ФК «Бузэу», став государственно-частным партнёрством, чтобы соответствовать условиям получения лицензии на выступление в Лиге I. В 2022 году бренд «Глория» мэрией Бузэу был передан клубу и возвращён в его название клуба (FC Gloria Buzău).

## Достижения
- 5 место в Чемпионате Румынии (1):

1984/85
- Победитель Лиги II (2):

1977/78, 1983-84
- Победитель Лиги III (2):

1971/72, 2001-02
- Полуфиналист Кубка Румынии (1):

2007/08
- Полуфиналист Балканского кубка (1):

1985/86.